# Daniel Wagner (Psychologe)
Daniel Wagner (* 16. Mai 1983 in Kleve) ist ein deutscher Psychologe und Psychotherapeut. Überregionale Bekanntheit erlangte er als Experte in diversen Medienformaten.

## Wirken
Wagner studierte Neuropsychologie an der Radboud University Nijmegen in den Niederlanden. Er wurde 2010 zum Dr. rer. medic. an der medizinischen Fakultät der Universität zu Köln promoviert. 2013 erlangte er einen zweiten Doktorgrad zum  Dr. rer. nat. an der Mathematisch-Naturwissenschaftlichen Fakultät der Heinrich-Heine-Universität Düsseldorf. Er habilitierte 2017 an der medizinischen Fakultät der Universität zu Köln und erlangte die venia legendi für das Fach Klinische Psychologie. Internationale Aufmerksamkeit erlangte er durch Studien zu den Auswirkungen von Ecstasykonsum auf neurokognitive Funktionen. Daniel Wagner lehrt und forscht als externer Dozent an der Uniklinik Köln.
Wagner ist als Psychologischer Psychotherapeut in Köln niedergelassen und betreibt dort eine Praxis mit mehreren angestellten Psychotherapeuten mit angeschlossener Lehrpraxis. Er ist zudem als Dozent, Supervisor und Selbsterfahrungsleiter in der Aus- und Weiterbildung von Psychotherapeuten und Fachärzten aktiv.
Neben seiner psychotherapeutischen Tätigkeit ist Wagner als Coach und Paarberater tätig. Hierbei arbeitet er unter anderem mit Menschen, die in der Öffentlichkeit stehen. Er schreibt für den Kölner Stadt-Anzeiger die Kolumne „In Sachen Liebe“.

## Engagement und mediale Präsenz
Wagner tritt immer wieder ehrenamtlich für Themen der mentalen Gesundheit auf und engagiert sich öffentlich gegen Stigmatisierung psychischer Erkrankungen. In diesem Zusammenhang tritt er auch als Experte in diversen Medienformaten auf.
- ARD Morgenmagazin, „Service: Was tun gegen den Herbstblues“, 21.11.2023[17]
- WDR, Total mental: Psychotherapeut Dr. Dr. Wagner erläutert psychische Erkrankungen, 26.10.2023[18]
- Tierisch menschlich - der Podcast mit Hundeprofi Martin Rütter und Katharina Adick (Podcast), „Folge 126 - Liveepisode“, 10.08.2023[19]
- WDR, Quarks, „Psychisch gesund: Was Kinder und Jugendliche stark macht“, 11.05.2023[20]
- WDR, Quarks, „Psychisch gesund: Was uns stark macht“, 04.05.2023[21]
- Redseelig (Podcast), „Folge 29 – Achtsamkeit“, 20.01.2023[22]
- SWR, Nachtcafe, „Wie viel Distanz verträgt die Liebe?“, 17.03.2023[23]
- VOX, Reine Kopfsache mit Nora Tschirner, 02.11.2022[24]
- WDR, Quarks, „Psychisch gesund: Was schadet, was hilft“, 29.09.2022[25]
- ARD, livenachneun, „Nervige Marotten von Partnerinnen in Beziehungen – wie geht man damit um?“, 10.02.2022[26]
- Süddeutsche Zeitung, „Der schwere Weg zur Therapie“, 03.10.2021[27]
- WDR, Servicezeit, „Bedarfsgerechte Psychotherapie“, 08.01.2021[28]
- ZDF, Dokumentation „Rabenmütter oder Super Moms“ mit Collien Ulmen-Fernandes, 07.05.2021[29]
- Wirtschaftswoche, „Als Ehepaar zusammen gründen und arbeiten? Große Chance und großes Risiko“, 04.05.2021[30]
- WDR 5, Neugier genügt - Das Feature, „Große Frauen“, 20.04.2021[31]
- Express, Lockdown birgt Gefahr, Kölner Therapeut gibt 7 Tipps für gesunde Psyche, 20.01.2021[32]
- Redseelig (Podcast), „Folge 04: Angst und Stress unterm Weihnachtsbaum“, 10.12.2020[33]
- Grüner Kreis Magazin, „116: Wege aus der Sucht – Sucht und Angststörungen“, 09.12.2021[34]
- Trauma Loveparade (Podcast), „Episode 6 – Trauma“, 17.07.2020[35]
- Die Johnsons (Podcast), „Ich brauche jemanden zu reden. Wie läuft eine Sitzung beim Psychologen ab?“ 25.04.2020[36]
- RTL, Life - Menschen, Momente, Geschichten, „Der Umgang mit Corona-Stress - Interview mit dem Psychologen Dr. Dr. Wagner“ 04.04.2020[37]
- 1LIVE (YouTube-Kanal), Dumm Gefragt - Psychotherapeuten haben viele Verehrer!, 31.10.2019[38]
- VOX, Der Hundeprofi unterwegs, „Wenn Hunde Angst machen“, 09.12.2017[39]